# Stensko, Kiustendil
Stensko (în bulgară Стенско) este un sat în comuna Kiustendil, regiunea Kiustendil,  Bulgaria. 

## Demografie
Componența etnică a satului Stensko
     Bulgari (99,39%)
     Nicio identificare (0,6%)
     Altele (0%)
La recensământul din 2011, populația satului Stensko era de 165 locuitori. Din punct de vedere etnic, majoritatea locuitorilor (99,39%) erau bulgari. Pentru 0,6% din locuitori nu este cunoscută apartenența etnică.